# Thea Ehre

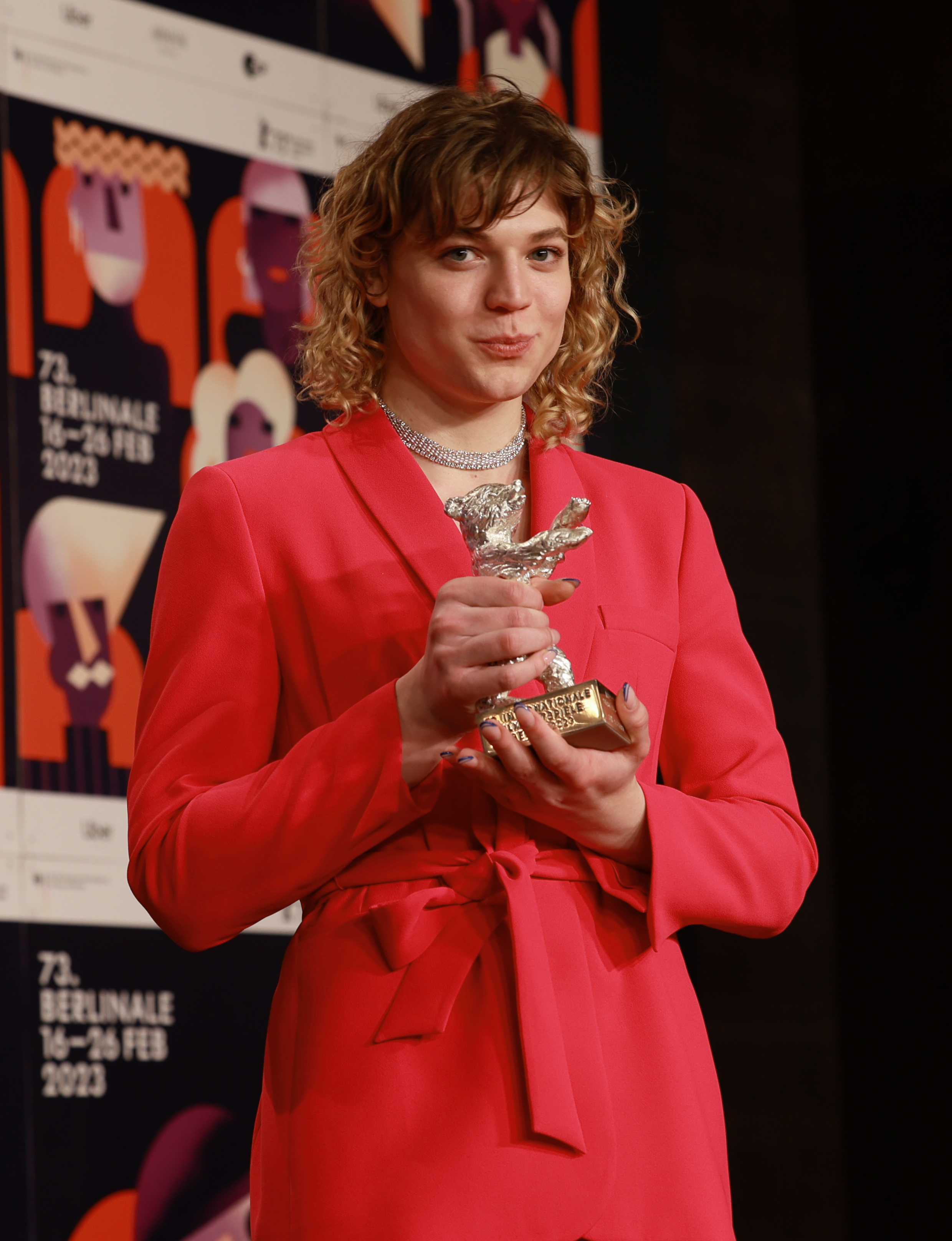
Thea Ehre (2023)

Thea Ehre, zeitweise Thea David Ehrensperger (* 19. Dezember 1999 in Wels als David Ehrensperger), ist eine österreichische Schauspielerin und Performerin.

## Leben
Thea Ehre wurde in Oberösterreich geboren, wo sie auch aufwuchs. Sie studierte Theater-, Film- und Medienwissenschaften in Wien, wo sie weiterhin lebt. Im Februar 2021 outete sich Ehre im Rahmen der Initiative #actout im SZ-Magazin mit 184 anderen lesbischen, schwulen, bisexuellen, queeren, nicht-binären und trans Schauspielern, damals noch unter dem Namen Thea David Ehrensperger.

## Karriere
Im Jahr 2019 stand Ehre für zwei Folgen der Fernsehserie Vorstadtweiber vor der Kamera. Seit 2020 arbeitet sie primär als Schauspielerin und erschien seitdem in Filmen und Serien in ihrer Heimat Österreich und in Deutschland.
Im Jahr 2022 war sie gemeinsam mit Luca Bonamore, Nick Romeo Reimann und Olivia Scheucher an der für das Porn Film Festival Vienna geschriebenen freizügigen Performance Fugue Four: Response beteiligt, deren erweiterte Fassung in der Dunkelkammer des Volkstheaters uraufgeführt wurde. Hintergrund war, welchen Einfluss Mainstream-pornografische Bilder auf das Ausleben der eigenen Sexualität haben.
Ihr Kinodebüt gab Ehre mit einer Rolle in Christoph Hochhäuslers Thriller Bis ans Ende der Nacht (2023), der eine Einladung in den Wettbewerb der Internationalen Filmfestspiele Berlin erhielt. An der Seite von Timocin Ziegler stellte sie die kriminelle Transfrau Leni dar. Für ihre Rolle wurde sie mit einem Silbernen Bären für die beste schauspielerische Leistung in einer Nebenrolle ausgezeichnet. Den Preis widmete sie der Trans-Community.
Im März 2023 folgte die Veröffentlichung der Amazon-Prime-Krimiserie Luden – Könige der Reeperbahn, die in den 1980er-Jahren im Hamburger Stadtteil St. Pauli angesiedelt ist. Ehre übernahm den Part der Babette.
Mit der Wiener-Festwochen-Geschäftsleiterin Artemis Vakianis und der Musikerin LYLIT bildete sie die Jury des Wiener Filmpreises 2023 auf der Viennale.
2025 wurde sie als eine von sieben Talenten von German Films für die Kampagne FACE TO FACE WITH GERMAN FILMS ausgewählt.

## Theater
- 2022: Fugue Four: Response (Performance, Volkstheater Wien)
- 2023: Fugue Four: Response (Performance, in erweiterter Form am Impulstanzfestival im Wettbewerb 8tension)

## Filmografie
- 2019: Vorstadtweiber (Fernsehserie, 2 Folgen)
- 2022: Gegenlicht (Kurzfilm)
- 2023: Bis ans Ende der Nacht
- 2023: Luden – Könige der Reeperbahn (Serie Amazon Prime)
- 2023: Zu Besuch (Kurzfilm)
- 2024: Sløborn (Serie)
- 2024: Die Fälle der Gerti B. (Fernsehserie)
- seit 2024: Tatort → siehe Tatort (Kiel) (Fernsehreihe)
  - 2024: Borowski und das ewige Meer
  - 2025: Borowski und das Haupt der Medusa
- 2025: Ohne jede Spur – Der Fall der Nathalie B. (Fernsehfilm)
- 2025: Oben ohne

## Auszeichnungen
- 2023: Silberner Bär bei den Internationalen Filmfestspielen Berlin für die Beste schauspielerische Leistung in einer Nebenrolle im Film Bis ans Ende der Nacht
- 2023: Nominierung Deutscher Schauspielpreis in der Kategorie Schauspieler*in in einer dramatischen Hauptrolle im Film Bis ans Ende der Nacht[9]
- 2023: Nominierung Jupiter Award in der Kategorie beste Darstellerin Kino im Film Bis ans Ende der Nacht
- 2023: Beste Schauspielerin beim Filmfestival Internacional de Cine de la Provincia de Buenos Aires in Argentinien gewonnen[10]
- 2023: Best Acting beim Internationalen Kurzfilmfestival Linz für Zu Besuch von Martin Weiss[11]
- 2025: BBC Audio Drama Awards Shortlist „Mit Dolores habt ihr nicht gerechnet“ in der Kategorie „Best European Drama“[12]